# Ляскова (Нижньосілезьке воєводство)
Ляскова (пол. Laskowa) — село в Польщі, у гміні Жміґруд Тшебницького повіту Нижньосілезького воєводства.
Населення — 149 осіб (2011).
У 1975-1998 роках село належало до Вроцлавського воєводства.

## Демографія
Демографічна структура станом на 31 березня 2011 року:
|          | Загалом | Допрацездатний вік | Працездатний вік | Постпрацездатний вік |
| -------- | ------- | ------------------ | ---------------- | -------------------- |
| Чоловіки | 71      | 15                 | 48               | 8                    |
| Жінки    | 78      | 20                 | 47               | 11                   |
| Разом    | 149     | 35                 | 95               | 19                   |